# Donville-les-Bains
Donville-les-Bains ist eine französische Gemeinde mit 3133 Einwohnern (Stand: 1. Januar 2022) im Département Manche in der Region Normandie. Donville-les-Bains gehört zum Arrondissement Avranches und zum Kanton Granville. Die Einwohner werden Donvillais genannt.

## Geografie
Donville-les-Bains ist ein Seebad am Golf von Saint-Malo im Ärmelkanal. Umgeben wird Donville-les-Bains von den Nachbargemeinden Bréville-sur-Mer im Norden, Longueville im Nordosten, Yquelon im Osten sowie Granville im Süden. Im Westen liegt der Ärmelkanal.

### Bevölkerungsentwicklung
| Jahr      | 1962 | 1968 | 1975 | 1982 | 1990 | 1999 | 2006 | 2011 | 2018 |
| Einwohner | 3029 | 3419 | 3495 | 3215 | 3199 | 3351 | 3309 | 3253 | 3138 |

## Sehenswürdigkeiten
- Kirche Saint-Clair, seit dem 12. Jahrhundert bezeugt, mit Brunnen Saint-Clair
- La Pierre Aiguë, Menhir
- Kirche Notre-Dame-de-Lourdes, moderne Kirche aus dem Jahre 1958

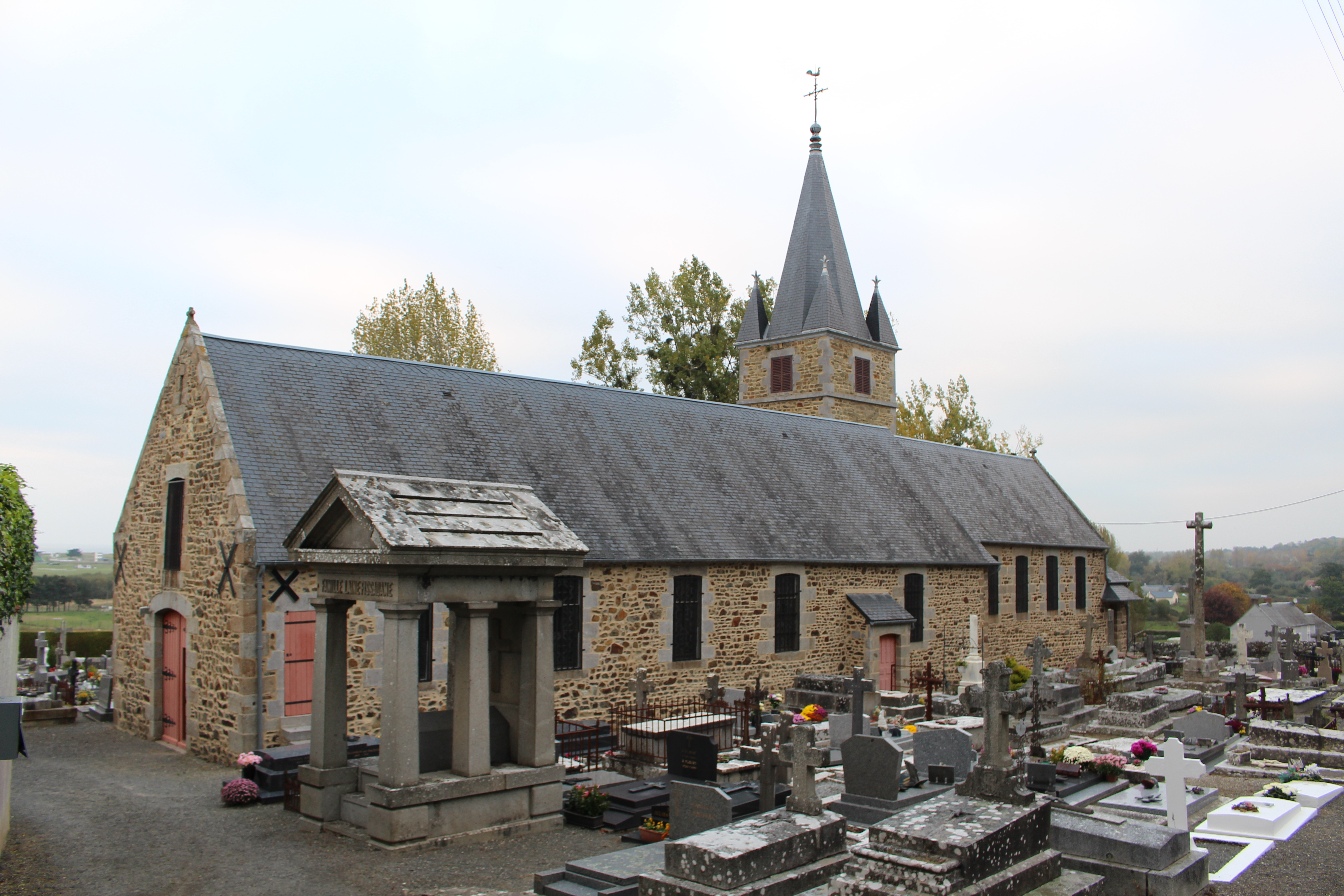
Kirche Saint-Clair
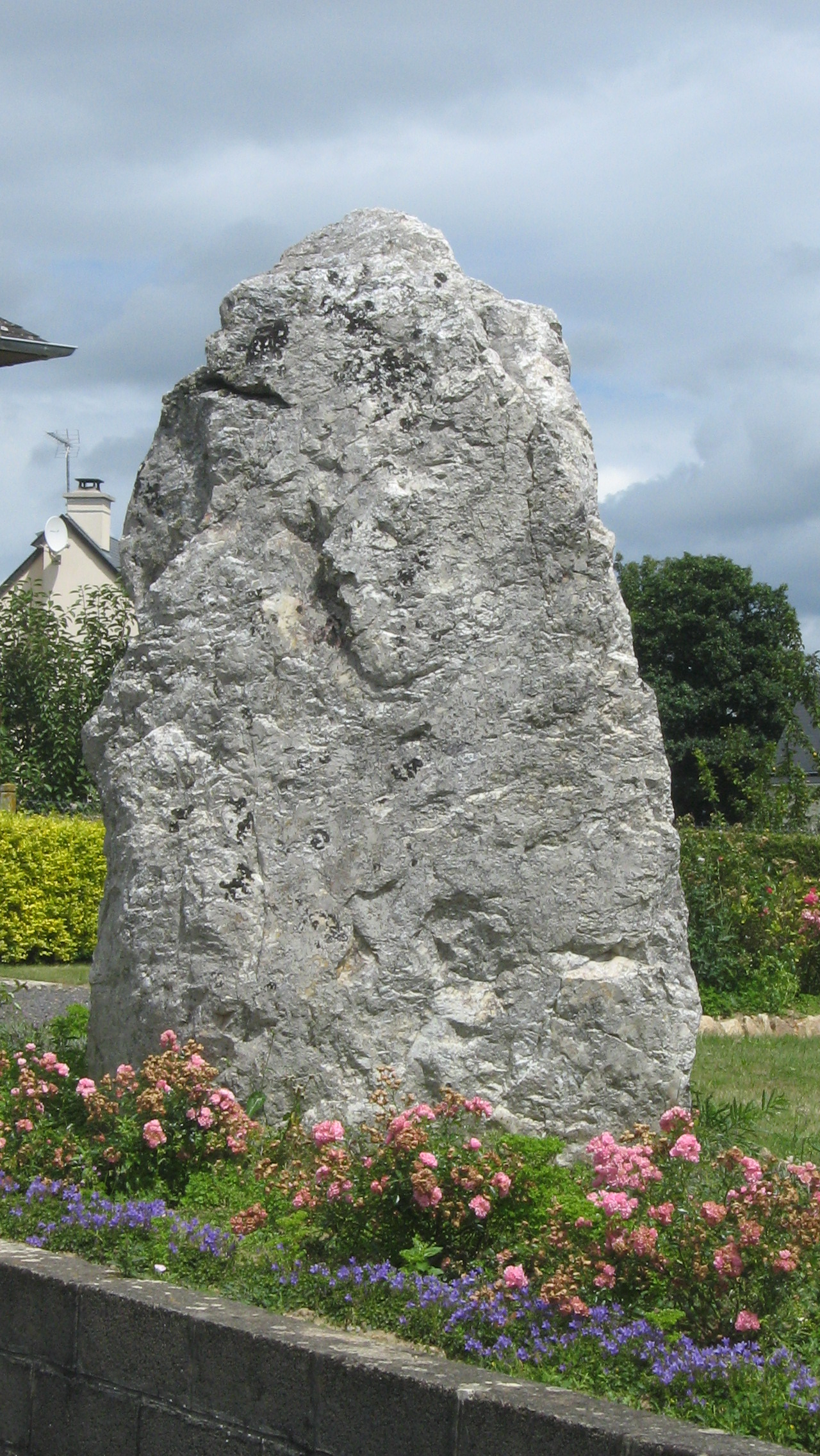
La Pierre Aiguë
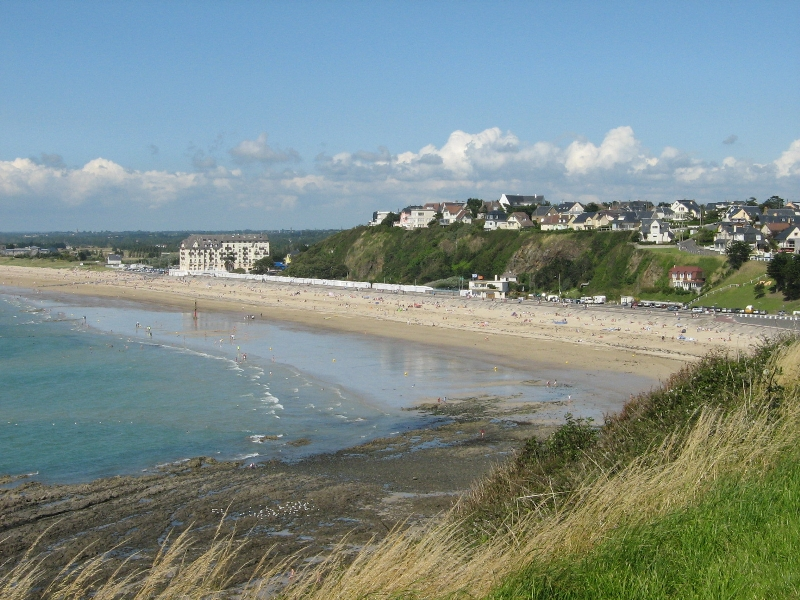
Strand bei Donville-les-Bains

## Gemeindepartnerschaft
Mit der französischen Gemeinde Fellering im Département Haut-Rhin (Elsass) besteht seit 2010 eine Partnerschaft.

## Persönlichkeiten
- Philippe Jacquin (1942–2002), Anthropologe, Historiker
- Lloyd Mondory (* 1982), Radrennfahrer, wohnt in Donville-les-Bains